# Millerada
Millerada (oficialmente San Amedio de Millarada) es una parroquia española del municipio de Forcarey, perteneciente a la provincia de Pontevedra, en la comunidad autónoma de Galicia.

## Toponimia
La parroquia puede aparecer referida como «Millerada» y «Millarada».

## Historia
Hacia mediados del siglo XIX, la parroquia, ya por entonces perteneciente a Forcarey, tenía contabilizada una población de 724 habitantes. Aparece descrita en el undécimo volumen del Diccionario geográfico-estadístico-histórico de España y sus posesiones de Ultramar de Pascual Madoz con las siguientes palabras:

MILLARADA (San Mamed): felig. en la prov. de Pontevedra (7 leg.), dióc. de Santiago (7), part. jud. de Tabeiros (3 1/2),  ayunt. de Forcarey (1/2): sit. en una cañada circuida de montañas y azotada por el viento SO.; el clima es frio, y las enfermedades comunes reumas. Comprende los l. de Acivedo, Berroso, Canibelos, Garellas, Grela, Malburgo, Fijóo, Portela, Porto, Quintelas, Rañalonga, Rolás, Vilar y Vilarino, que reunen 171 casas; escuela de primeras letras frecuentada por 30 niños de ambos sexos, cuyo maestro se halla sostenido por los padres de los concurrentes, y 18 fuentes de buenas aguas para surtido de los vec. La igl. parr. (San Mamed), está servida por un cura de provision de la casa de Ermosende de Millerada, y hay una ermita dedicada á San Antonio en el l. de Garellas, y otra en el de Vilariño, titulada Ntra. Sra. de los Milagros. Confina el térm. N. Forcarey; E. Aciveiro; S. Montes, y O. Folgoso. El terreno es gredoso y de mediana calidad: hácia el E. tiene un cerro bastante elevado, y hácia el N. y S. 2 menos considerables, los cuales se hallan poblados de robles y castaños: en el primero de dichos cerros nace un arroyo de poco caudal, el cual corre de E. á O., riega algunos prados y tierras de labor y mueve las ruedas de un molino harinero. Los caminos dirigen á Santiago, Carballino y Ribadavia, y estan en regular estado: el correo se recibe de Cerdedo por peaton. prod.: maiz, trigo, centeno, nabos, patatas, castañas, lino, mijo y pastos; cria ganado vacuno, mular, de cerda, lanar y cabrío; hay caza de liebres, conejos, perdices y zorras. ind.: la agricultura, tres molinos harineros que solo muelen en invierno y el carboneo á que se dedican tambien sus hab. pobl.: 171 vec., 724 alm. contr. con su ayunt. (V.)
(Madoz, 1848, p. 419)

En 2023, tenía empadronados 349 habitantes.